# Estocolmo
Estocolmo (en sueco Stockholm) es la capital y además, la ciudad más grande de Suecia, en la que residen 972 647 personas y 2,4 millones en su área metropolitana. La ciudad está compuesta por 14 islas donde el lago Mälar desemboca en el mar Báltico. En el este de la ciudad, y a lo largo de la costa, se encuentra la cadena de islas conocida como el archipiélago de Estocolmo. Estocolmo ha sido poblada por humanos desde la Edad de Piedra, en el sexto milenio antes de Cristo, y fue fundada como ciudad en 1252 por el estadista sueco Birger Jarl. Es también la sede del Condado de Estocolmo.
La ciudad de Estocolmo es administrativamente un municipio de la provincia homónima, incluye el área metropolitana. Ha sido nombrada por la GaWC como una ciudad global de «clase alfa» en el índice global de las ciudades 2008, ocupa el puesto 24 en el mundo, el número 8 en Europa y el número 1 de toda Escandinavia.
Estocolmo es el centro cultural, mediático, político y económico de Suecia. La región de Estocolmo, por sí sola, acumula más de un tercio del PIB del país y está entre las 10 regiones de Europa con un PIB per cápita más alto. Es considerada una ciudad global y el principal centro de sedes corporativas en los países nórdicos.
La ciudad forma parte del grupo de ciudades conocidas vulgarmente como las «Venecias del Norte» y fue premiada con el título Capital Verde Europea 2010.
En la ciudad se localizan importantes universidades como el Instituto Karolinska, la Universidad de Estocolmo y el Real Instituto de Tecnología. Así mismo, alberga la ceremonia anual de los Premios Nobel y el banquete en Estocolmo Concert Hall y en el Ayuntamiento. Uno de los museos más premiados de la ciudad, el Museo Vasa, es el museo no relacionado con el arte más visitado de Escandinavia. El metro de Estocolmo, abierto en 1950, es conocido por la decoración de sus estaciones, se le ha llamado por ello, la galería de arte más grande del mundo. También fue sede de los Juegos Olímpicos de 1912.
Como capital del Estado, Estocolmo es la sede del Gobierno sueco y de la mayoría de sus instituciones, como el Tribunal Supremo de Justicia (Högsta Domstolen). El edificio Rosenbad es la sede del Gobierno sueco, el Palacio del Parlamento es sede del Parlamento sueco (Riksdag) y la residencia del primer ministro es adyacente a Sager House. El Palacio Real de Estocolmo es la residencia oficial y principal centro de trabajo del rey sueco, Carlos XVI Gustavo de Suecia, mientras que el Palacio de Drottningholm, es la residencia privada de la familia real sueca.

## Toponimia
El nombre de la ciudad se debe en primer lugar a que en la época de su fundación los nativos tenían que defender sus tierras, para ello colocaban troncos amontonados a las orillas del lago Mälar (Sigtuna) para evitar el tránsito de barcos enemigos, de ahí sacaron la palabra Stack que es lo mismo que apilar en español y que, debido a la pronunciación, se queda en Stock. La otra sílaba correspondiente al nombre de una de las antiguas islas de la ciudad vieja: Stadsholmen, y que luego la situación expansiva y territorial terminó por obligar a añadir la misma monosílaba para cambiarla por la antes conocida como Stock, que debido a la unificación de las islas ya al final pasa a conocerse como "Stock" holm y definitivamente Stockholm (en sueco la 'h' es muda en este caso). Se pronuncia [stɔkːɔlm]ⓘ.
Existen diferentes versiones del topónimo de la ciudad: Estocolmo en español y portugués, Holmia en latín, Tukholma en finés, Stoccolma en italiano, Sztokholm en polaco, Stokgolm (Стокгольм) en ruso, Sutokkuhorumu (ストックホルム) en japonés y Sídégēěrmó (斯德哥尔摩) en chino. En francés, checo y en todos los otros idiomas germánicos principales (inglés, alemán, neerlandés, danés y noruego), el nombre de la ciudad se escribe del mismo modo que en sueco, si bien la pronunciación difiere.

## Historia

### Edad Media
La primera mención de la ciudad de Estocolmo data de 1252. La ciudad se reducía entonces a la pequeña isla llamada Gamla Stan. Fue fundada por Birger Jarl, con el objetivo de proteger a Suecia de las invasiones de flotas extranjeras y para poder poner fin a los pillajes de los cuales eran víctimas ciudades como Sigtuna, situada sobre el lago Mälaren. El primer edificio construido fue un fuerte que controlaba el tránsito marítimo entre el mar Báltico y el lago Mälaren. Bajo la influencia de Magnus Ladulás, comenzó a prosperar gracias a sus relaciones comerciales con Lübeck. Formaba entonces parte de la Liga Hanseática. En 1270, se describía en documentos como una verdadera ciudad, y en 1289 era ya la mayor ciudad de Suecia. La primera estimación fiable de su población se remonta al siglo XV. Se reunían entonces aproximadamente un millar de cabezas de familia, que equivalía a unos cinco a seis mil habitantes. En 1350, la ciudad conoció un episodio de Peste Negra con devastadoras consecuencias.
No fue hasta finales de 1436 cuando Estocolmo se proclamó capital de Suecia. Su posición estratégica, así como su peso económico, la convirtieron en una plaza importante en las relaciones entre los reinos daneses de la Unión de Kalmar y el movimiento de independencia sueco durante el siglo XV. Hubo numerosas batallas, sobre todo la batalla de Brunkeberg ganada en 1471 por Sten Sture el Viejo contra el rey de Dinamarca Cristián I, y el Baño de sangre de Estocolmo que tuvo lugar en 1520 ordenado por Cristián II de Dinamarca, que puso fin a la Unión de Kalmar.

### Edad Moderna

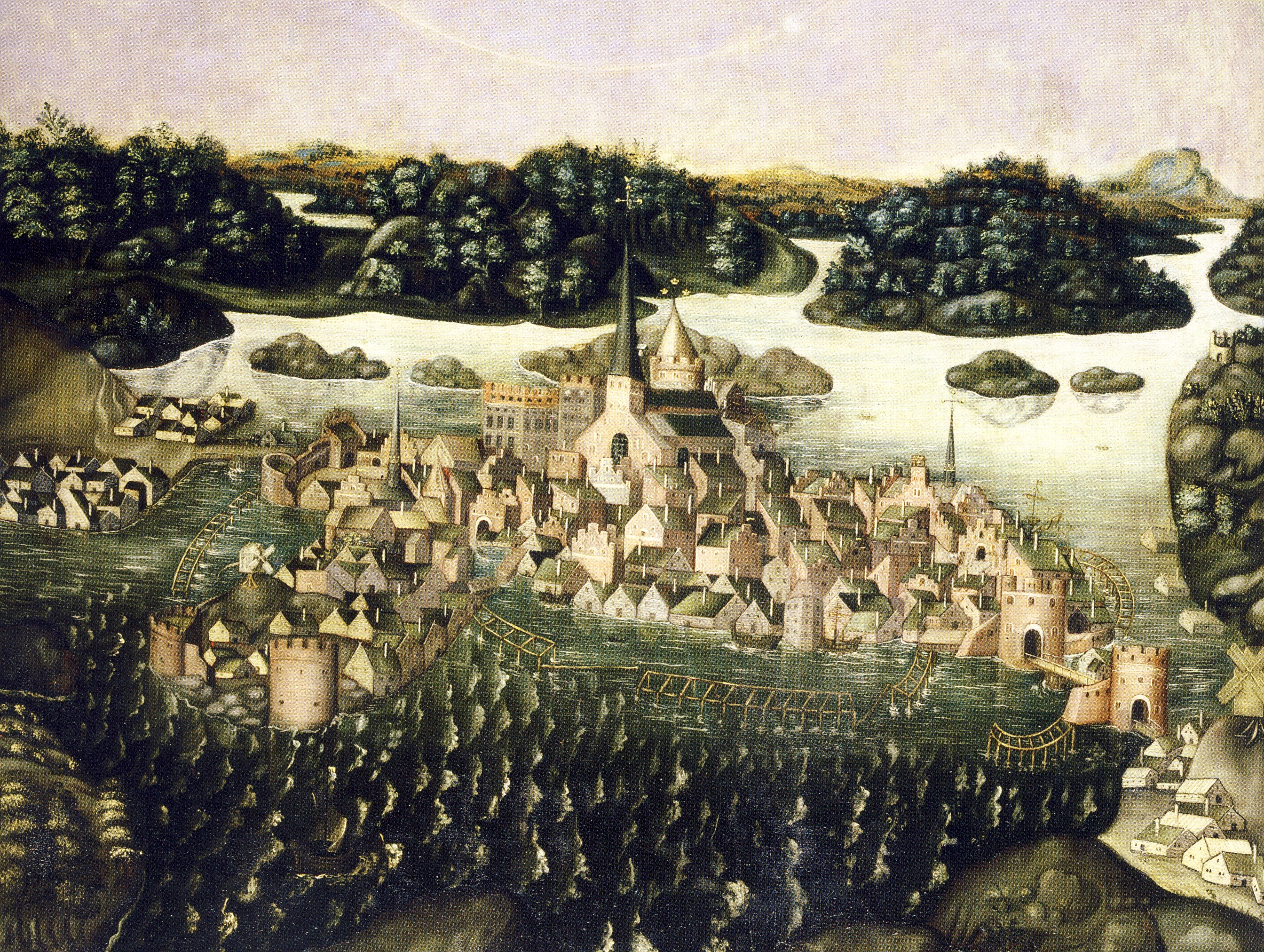
Vädersolstavlan data de 1535, es considerada una de las imágenes más antiguas de la ciudad.

En 1521, Gustavo Vasa hizo su entrada en Estocolmo y señaló el comienzo de una nueva era para Suecia. La ciudad creció y se extendió más allá de Stadsholmen sobre Södermalm y Norrmalm. En 1600, ya contaba con unos doce mil habitantes.
En el siglo XVII Estocolmo era ya una ciudad europea de envergadura. Entre 1610 y 1680 su población se multiplicó por seis. Ladugårdslandet, actualmente nombrada Östermalm, así como la isla de Kungsholmen, fueron en aquellos momentos absorbidos por la ciudad. En 1628, durante el reinado de Gustavo II Adolfo, el navío de guerra Vasa zozobró en el archipiélago de Estocolmo. El mismo año se instauraron las reglas que daban a Estocolmo un monopolio sobre los intercambios entre los negociantes extranjeros y los territorios escandinavos. En esta época se construyeron numerosos castillos y palacios para los nobles, entre los cuales se encuentran la Casa de la Nobleza (Riddarhuset) y en el siglo XVIII el palacio real.

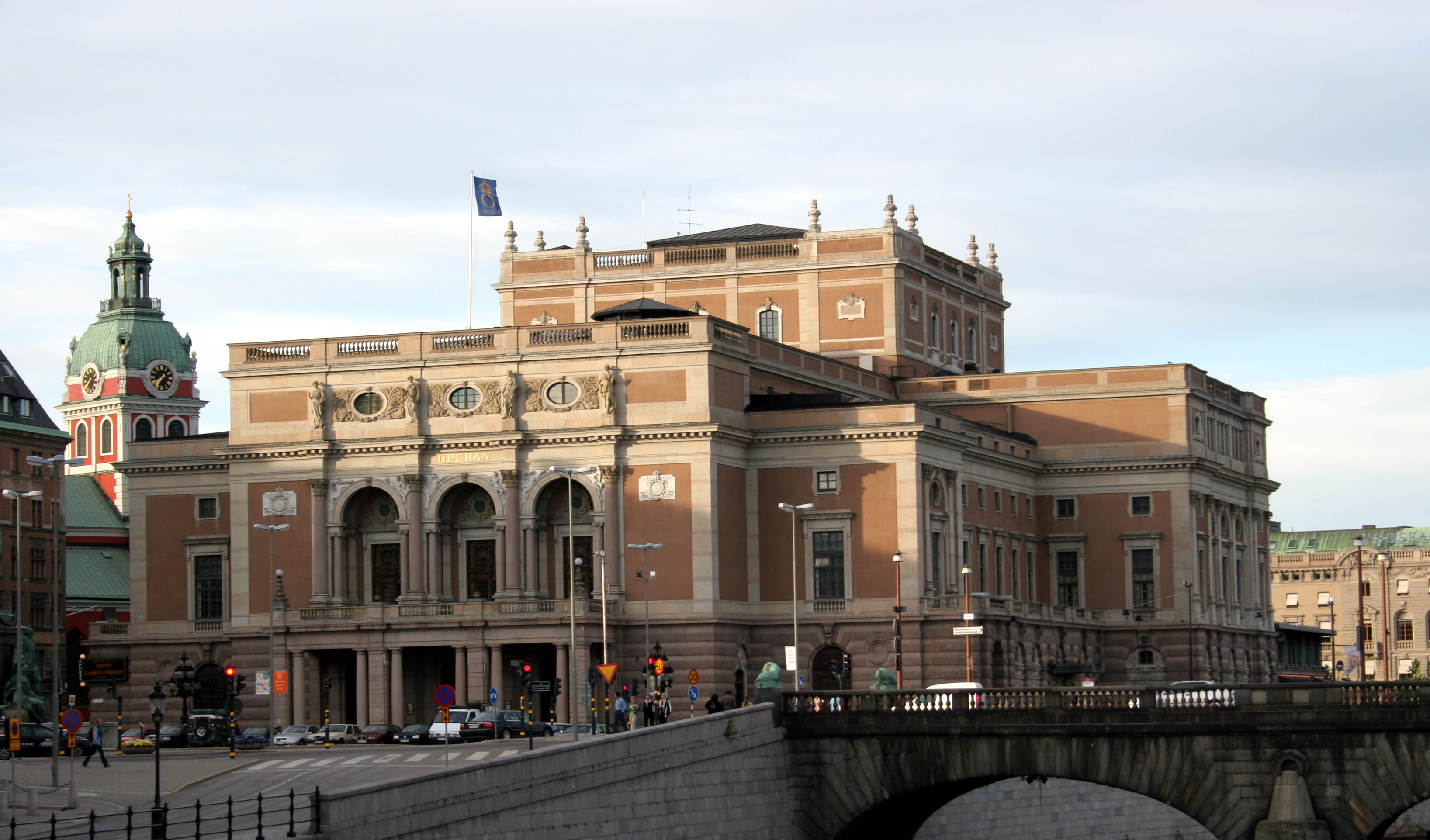
Edificio de la Ópera de Estocolmo

Después de la Gran Guerra del Norte, que conllevó la destrucción parcial de la ciudad, Estocolmo vio cómo su crecimiento comenzaba a declinar. Conservó, sin embargo, su papel de capital política de Suecia, y bajo el reinado de Gustavo III de Suecia afirmó su superioridad cultural. La Ópera Real es un buen ejemplo de la arquitectura de esta época.

### Edad Contemporánea
Al comienzo del siglo XIX, Estocolmo perdía cada vez más su influencia económica. Norrköping era entonces la principal ciudad industrial del país, y Gotemburgo un puerto ineludible gracias a su localización en el mar del Norte. En la segunda parte del siglo, Estocolmo consiguió recuperar su función de liderazgo en el aspecto económico con la aparición de las nuevas industrias, y la convirtió en un centro importante del comercio y de los servicios, así como la principal puerta de entrada de Suecia. Su población creció entonces de manera muy importante gracias a una fuerte inmigración. Al final del siglo, solamente el 40 % de los habitantes de la ciudad habían nacido en ella. Se comenzaron entonces a desarrollar barrios más allá de los límites de Estocolmo, en el campo y sobre las costas. Es también en esta época que la ciudad aumentó su importancia en la educación y la cultura, con la apertura de numerosas universidades, como el Instituto Karolinska.

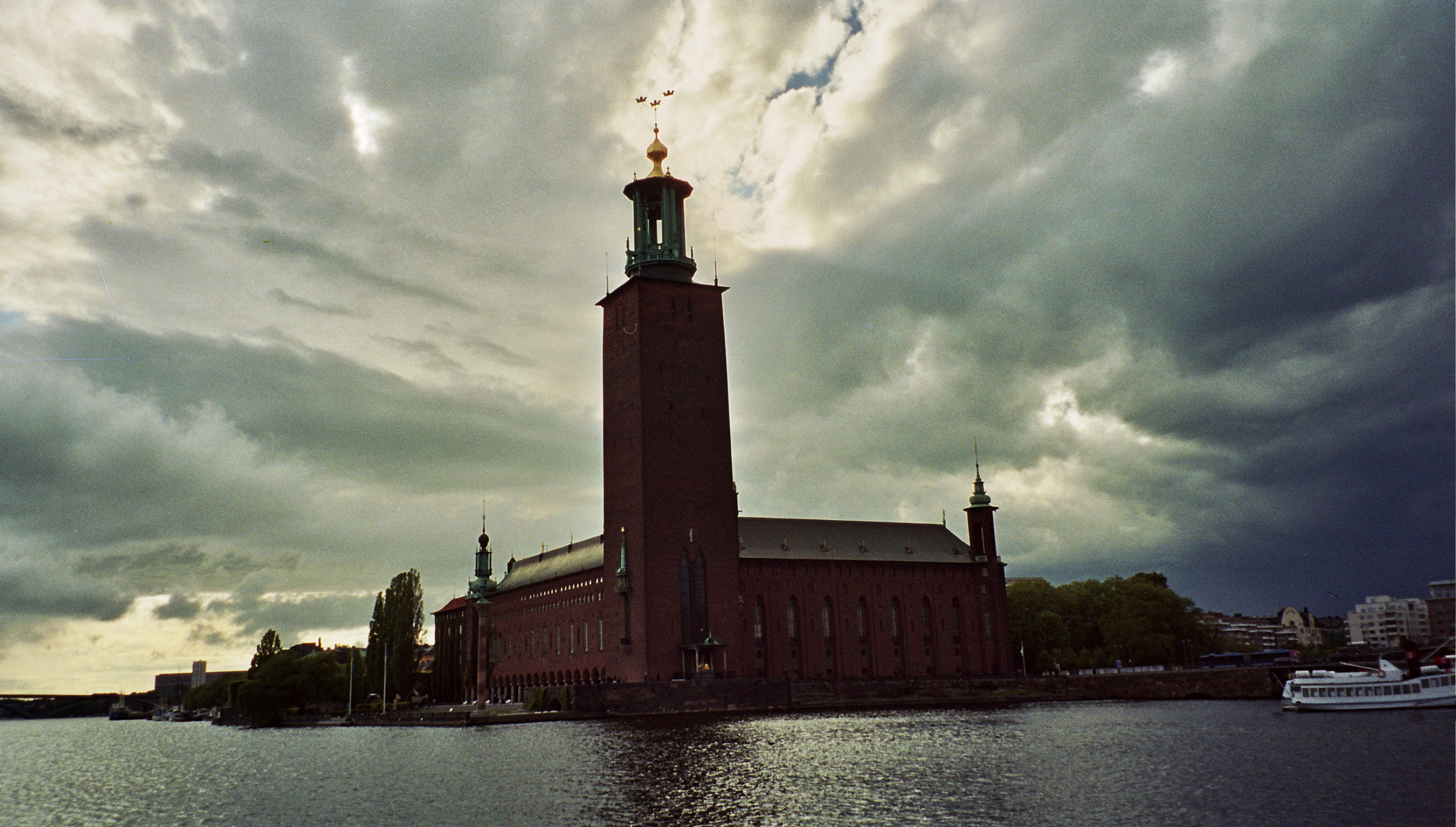
Ayuntamiento desde el lago Mälaren

Durante el siglo XX, Estocolmo rehabilitó una gran parte de su centro, que tenía calles estrechas y curvadas que planteaban problemas a medida que la circulación automovilística aumentaba. Las autoridades municipales prohibieron aquí la renovación de los edificios, sobre todo los que comprenden la zona próxima a la Estación Central, de Hötorget a Sergels torg, durante la primera mitad del siglo.
De 1945 a 1967 la zona fue demolida y después reconstruida, con amplios paseos de viandantes, así como edificios de oficinas o viviendas de alturas elevadas. Al final del siglo, Estocolmo era una ciudad moderna, cosmopolita y muy avanzada en el ámbito tecnológico. En 1923 el gobierno del municipio cambió de sede y pasó al Ayuntamiento nuevo, obra del arquitecto Ragnar Östberg. El Metro de Estocolmo se construyó a partir de 1950, y el distrito de Kista se ha convertido en un importante centro para las nuevas tecnologías.
En 1986 el primer ministro Olof Palme murió tras ser abatido en plena calle, y en 2003 la ministra de Asuntos Exteriores Anna Lindh fue asesinada en el gran almacén Nordiska Kompaniet.

## Geografía
Estocolmo fue fundada en la pequeña isla de Stadsholmen, lugar hoy conocido como Gamla Stan (ciudad vieja), situada exactamente entre el lago Mälaren y el mar Báltico. Limita al norte con Norrmalm y Östermalm, y al sur con Södermalm. En total, se sitúa sobre 14 islas, siendo el agua un elemento omnipresente. La ciudad cuenta con 57 puentes que permiten circular entre los diferentes barrios. Por eso es llamada también la Venecia del Norte. Uno de estos puentes une la ciudad con Lidingö, en el estrecho de Lilla Värtan (puente de Lidingö). Como todas las ciudades escandinavas, se encuentra muy bien comunicada por vía marítima con las otras ciudades importantes de su entorno, como Helsinki, Copenhague y las ciudades costeras de Alemania, Polonia y los Estados bálticos. También está comunicada con Gotemburgo, a través de lagos interiores y el canal Göta kanal.

### Clima
La temperatura media anual de Estocolmo es de alrededor de 7 °C. La temperatura media en enero y febrero es de –3 °C, en julio +17,5 °C. La mayor parte de las precipitaciones cae en verano, siendo julio el mes más lluvioso (72 mm) y marzo el más seco (26 mm). En verano las precipitaciones pueden ser torrenciales, en otoño en cambio se reparten más igualitariamente entre los meses. La temperatura más baja registrada en la ciudad fue –31 °C el 20 de enero de 1814 y la máxima +36 °C el 3 de julio de 1811.
| Parámetros climáticos promedio de Estocolmo, Suecia                        | Parámetros climáticos promedio de Estocolmo, Suecia | Parámetros climáticos promedio de Estocolmo, Suecia | Parámetros climáticos promedio de Estocolmo, Suecia | Parámetros climáticos promedio de Estocolmo, Suecia | Parámetros climáticos promedio de Estocolmo, Suecia | Parámetros climáticos promedio de Estocolmo, Suecia | Parámetros climáticos promedio de Estocolmo, Suecia | Parámetros climáticos promedio de Estocolmo, Suecia | Parámetros climáticos promedio de Estocolmo, Suecia | Parámetros climáticos promedio de Estocolmo, Suecia | Parámetros climáticos promedio de Estocolmo, Suecia | Parámetros climáticos promedio de Estocolmo, Suecia | Parámetros climáticos promedio de Estocolmo, Suecia |
| Mes                                                                        | Ene.                                                | Feb.                                                | Mar.                                                | Abr.                                                | May.                                                | Jun.                                                | Jul.                                                | Ago.                                                | Sep.                                                | Oct.                                                | Nov.                                                | Dic.                                                | Anual                                               |
| -------------------------------------------------------------------------- | --------------------------------------------------- | --------------------------------------------------- | --------------------------------------------------- | --------------------------------------------------- | --------------------------------------------------- | --------------------------------------------------- | --------------------------------------------------- | --------------------------------------------------- | --------------------------------------------------- | --------------------------------------------------- | --------------------------------------------------- | --------------------------------------------------- | --------------------------------------------------- |
| Temp. máx. abs. (°C)                                                       | 10.5                                                | 10.4                                                | 13.1                                                | 20.2                                                | 27.9                                                | 32.2                                                | 35.4                                                | 34.2                                                | 28.1                                                | 22.8                                                | 17.8                                                | 12.2                                                | 35.4                                                |
| Temp. máx. media (°C)                                                      | -0.7                                                | -0.6                                                | 3.0                                                 | 8.6                                                 | 15.7                                                | 20.7                                                | 22.2                                                | 20.4                                                | 15.1                                                | 9.9                                                 | 4.5                                                 | 1.1                                                 | 10.75                                               |
| Temp. media (°C)                                                           | -2.8                                                | -3.0                                                | 0.2                                                 | 5.0                                                 | 11.0                                                | 16.0                                                | 17.8                                                | 16.9                                                | 12.1                                                | 7.6                                                 | 2.6                                                 | -1.1                                                | 7.4                                                 |
| Temp. mín. media (°C)                                                      | -5.0                                                | -5.3                                                | -2.7                                                | 1.1                                                 | 6.3                                                 | 11.3                                                | 13.4                                                | 12.7                                                | 9.0                                                 | 5.3                                                 | 0.7                                                 | -3.2                                                | 4.05                                                |
| Temp. mín. abs. (°C)                                                       | −25.1                                               | −25.5                                               | −17.3                                               | -10.0                                               | -3.8                                                | 3.4                                                 | 6.0                                                 | 5.8                                                 | -0.2                                                | -6.2                                                | −11.6                                               | −19.4                                               | -25.5                                               |
| Precipitación total (mm)                                                   | 27                                                  | 26                                                  | 30                                                  | 45                                                  | 50                                                  | 55                                                  | 72                                                  | 66                                                  | 53                                                  | 46                                                  | 39                                                  | 30                                                  | 540                                                 |
| Días de precipitaciones (≥ 1 mm)                                           | 16                                                  | 16                                                  | 12                                                  | 10                                                  | 10                                                  | 10                                                  | 9                                                   | 9                                                   | 10                                                  | 10                                                  | 12                                                  | 15                                                  | 139                                                 |
| Horas de sol                                                               | 40.3                                                | 34.1                                                | 73.45                                               | 136.4                                               | 186.0                                               | 260.4                                               | 291.0                                               | 275.9                                               | 220.1                                               | 153.0                                               | 99.3                                                | 54.0                                                | 1824                                                |
| Fuente n.º 1: World Meteorological Organisation, NOAA (extremes 1961-1990) |                                                     |                                                     |                                                     |                                                     |                                                     |                                                     |                                                     |                                                     |                                                     |                                                     |                                                     |                                                     |                                                     |
| Fuente n.º 2: Hong Kong Observatory                                        |                                                     |                                                     |                                                     |                                                     |                                                     |                                                     |                                                     |                                                     |                                                     |                                                     |                                                     |                                                     |                                                     |

## Política
Estocolmo es uno de los 290 municipios de Suecia, y es la capital de la provincia de Estocolmo, además de ser la capital de Suecia. El municipio está dividido desde 1998 en 18 distritos, que tienen la responsabilidad de las escuelas primarias, asistencia social y los medios culturales locales. El actual alcalde de Estocolmo es Sten Nordin (desde 2008), del Partido Moderado. La elección por democracia representativa del consejo municipal se realiza cada cuatro años. La última fue en 2010, quedando representados:
| Partido representante                             | Escaños                            | Partido en oposición                                         | Escaños |
| ------------------------------------------------- | ---------------------------------- | ------------------------------------------------------------ | ------- |
| Moderata samlingspartiet (Partido Moderado)       | 38                                 | Sveriges socialdemokratiska arbetareparti (Socialdemócratas) | 25      |
| Folkpartiet liberalerna (Partido Popular Liberal) | 10                                 | Vänsterpartiet (Partido de la Izquierda)                     | 8       |
| Kristdemokraterna (Demócratas Cristianos)         | 1                                  | Miljöpartiet de gröna (Partido Verde)                        | 16      |
| Centerpartiet (Partido del Centro)                | Centerpartiet (Partido del Centro) | 3                                                            | 3       |

## Planificación urbana
Estocolmo es conocida por sus tres zonas: Innerstaden (centro), Söderort (sur) y Västerort (oeste). A su vez la ciudad está integrada en 14 distritos:

## Cultura

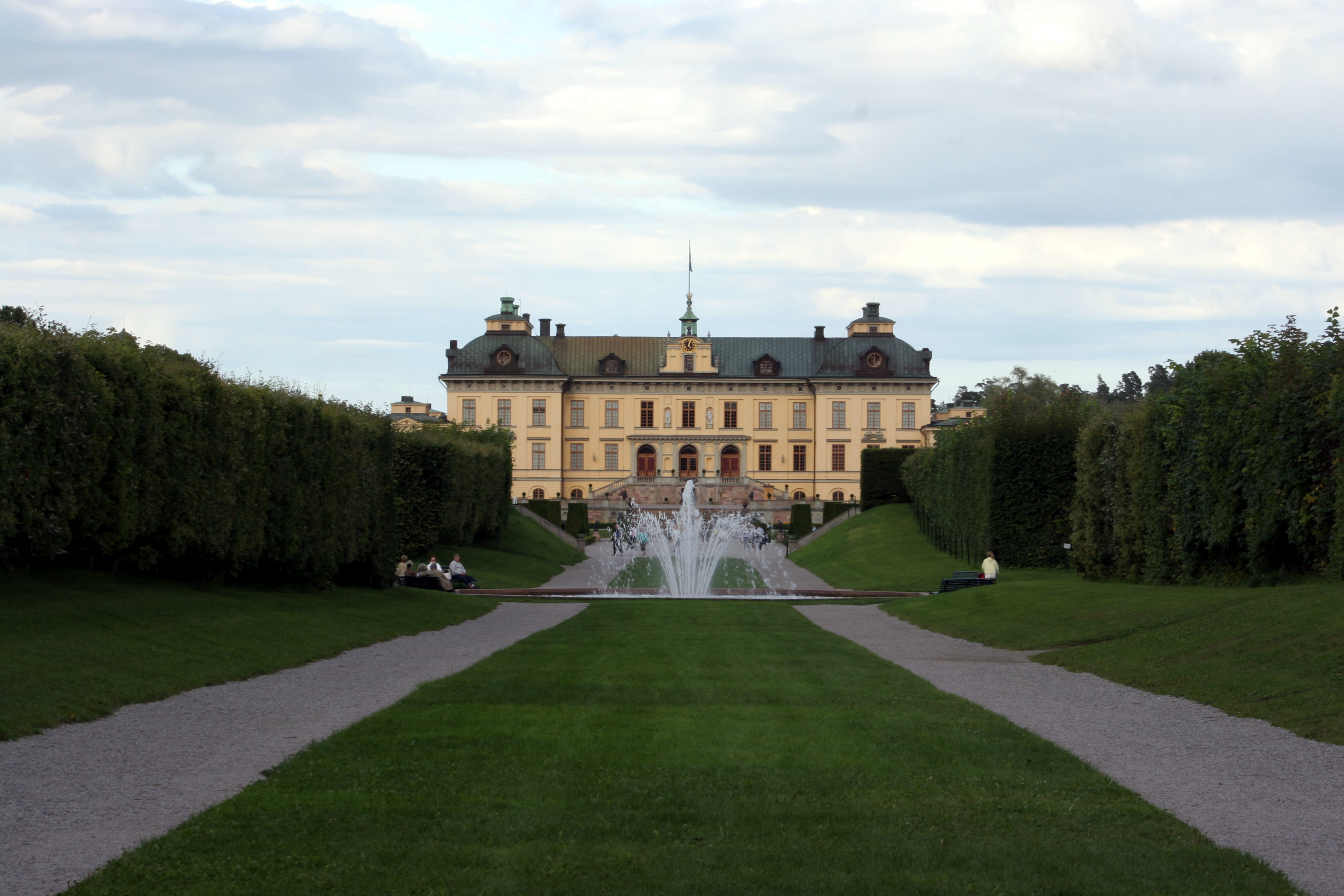
El palacio de Drottningholm

Como capital de Suecia, Estocolmo cuenta con una gran parte de los principales lugares culturales de Suecia, con teatros, museos u óperas. En Estocolmo y sus alrededores se encuentran inscritos en la lista del Patrimonio de la Humanidad en Suecia de la UNESCO varios edificios como el Palacio de Drottningholm o el cementerio de Skogskyrkogården. Por otra parte, Estocolmo fue designada Capital Europea de la Cultura en 1998.

### Museos
Estocolmo cuenta con un centenar de museos, algunos de los cuales son gratuitos. Los más célebres son:
- Gamla stan: El barrio antiguo medieval, la catedral de Estocolmo Storkyrkan y el Palacio Real.
- Skansen: un museo al aire libre (literalmente, «El bastión») localizado en la isla de Djurgården, cerca del centro de Estocolmo. Se encuentran allí edificios antiguos de todas las zonas de Suecia, y reproduce cómo era la vida en las ciudades y en los pueblos desde el siglo XVI. Existe también una parte dedicada al pueblo lapón, así como un pequeño parque natural (con diferentes especies de animales nórdicos, tales como alces, osos, etc.) y un acuario.
- Museo Vasa: En él se puede ver un barco de guerra del siglo XVII (el Wasa) con una curiosa historia: se hundió recién acabado de construir, en 1628, a 1300 metros de los astilleros. La causa consiste simplemente en el hecho de que el barco fue demasiado inestable para poder navegar. Fue rescatado en 1961.
- Kungliga Slottet: Es el Palacio Real y la residencia oficial de la familia real. Fue construido en el siglo XVIII. Con 608 habitaciones, es uno de los más grandes de Europa.
- Moderna Museet: Es el museo de Arte Moderno de Estocolmo, y una de las principales exhibiciones de arte moderno del siglo XX de toda Europa.
- Museo de Ciencia y Tecnología de Suecia, uno de los museos nacionales de Suecia y el mayor museo científico-tecnológico del país, ubicado en el Parque de los Museos.
- Museo Nobel: Presenta los laureados del Premio Nobel así como sus trabajos.

Otros museos famosos de la ciudad son el Museo Histórico, el Museo Nacional de Bellas Artes, el Museo de Ciencias e Historia Natural y el Museo Nórdico.
Estocolmo es el centro del sistema solar sueco, una maqueta a escala del sistema solar centrada en el Avicii Arena, que simula al Sol, y en el que están representados los planetas interiores —Mercurio, Venus, la Tierra y Marte— como esculturas.

### Barrios de interés

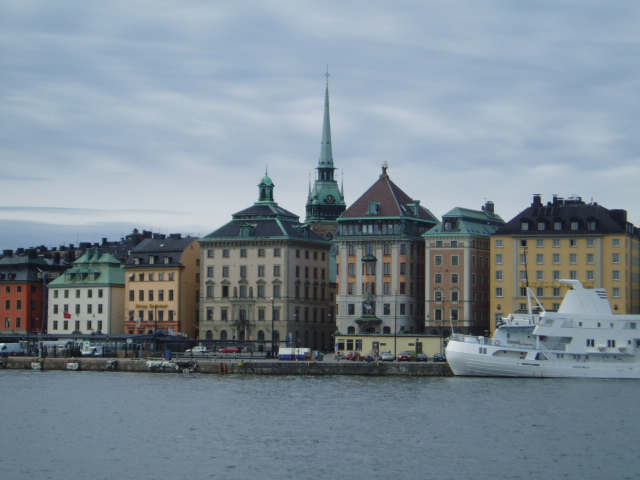
Vista de la ciudad vieja de Estocolmo (Gamla Stan) desde el mar, con la torre de la Iglesia alemana (Tyska Kyrkan).

La parte principal de Estocolmo está compuesta de diversos barrios que constituyen interesantes y hermosos lugares para visitar.
- La ciudad vieja, Gamla Stan, se sitúa principalmente sobre la isla de Stadsholmen. Está constituida por calles estrechas y tiene numerosos lugares de interés, como el Palacio Real, el Museo Nobel, la Iglesia Alemana, Storkyrkan y Riddarhuset o Casa de la Nobleza.
- Djurgården, una de las islas de Estocolmo, reúne las principales atracciones turísticas de la ciudad. Aquí se encuentran el Museo Vasa, Skansen, el Museo Nórdico, el parque de atracciones Gröna Lund, así como un gran parque.
- Södermalm es un barrio muy animado, que cuenta con numerosos cafés, galerías y restaurantes independientes. La plazas de Mariatorget y Nytorget son lugares muy frecuentados, así como las numerosas iglesias. Esta isla conecta con Gamla Stan a través del área de Slussen.

Otros barrios notables son Norrmalm, Östermalm, Kungsholmen o Skeppsholmen.

## Economía
| Ericsson   |
| Electrolux |
| Grupo SAS' |
| H&M        |
| Saab'      |
| Skandia    |
| Storytel   |

El domicilio social de más del 40 % de las empresas suecas se sitúan en Estocolmo, que es el centro económico y financiero de Suecia. Alginas empresas de alta tecnología, tanto nacionales como internacionales poseen oficinas en Estocolmo, como Ericsson, Google, Ubisoft, Electrolux o AstraZeneca, uno de los centros europeos más dinámicos en lo referente a las tecnologías de la información y de la comunicación. El turismo se ha convertido desde hace unos años en una actividad muy importante para la ciudad de Estocolmo, con siete millones de visitantes anuales.

## Demografía
Artículo principal: Demografía de Suecia
El área de Estocolmo representa el 22 % de la población total de Suecia, por lo tanto su presencia en la economía de Suecia es la mayor de todas las regiones, con un 29 % del producto interior bruto del país. En los siglos XVIII y XIX solo abarcaba el centro de la ciudad actual, una quinta parte de la misma. En el siglo XX se incorporaron varios municipios como Brännkyrka (1913) o Spånga (1949), entre otros. Un 49 % de la población son hombres y un 51 % mujeres. Su tasa de inmigración está en aumento, y en el último recuento había un 26% de población extranjera. La población total del área urbana en 2010 era de 1 372 565.
| Gráfica de evolución demográfica de Estocolmo entre 1800 y actualidad |
|                                                                       |
| Fuente: Stockholm                                                     |

### Idiomas
En Estocolmo hay gran cantidad de suburbios diferentes de mayoría extranjera, por ello se hablan multitud de lenguas. Las principales son el sueco y el finés (Finlandia), y las minoritarias el bosnio, siríaco, árabe, turco, kurdo, persa, neerlandés, español, serbio y croata.

## Transporte
|  | Aeropuerto                      | Código IATA | Código OACI |
|  | ------------------------------- | ----------- | ----------- |
|  | Aeropuerto de Estocolmo-Arlanda | ARN         | ESSA        |
|  | Aeropuerto de Estocolmo-Skavsta | NYO         | ESKN        |
|  | Aeropuerto de Estocolmo-Bromma  | BMA         | ESSB        |

Estocolmo es el punto central del sistema de ferrocarril sueco. La ciudad posee un aeropuerto internacional, Arlanda, así como dos aeropuertos menos importantes: Skavsta y Aeropuerto de Estocolmo-Bromma. Estocolmo es igualmente un puerto importante, con relaciones sobre todo con las ciudades de Helsinki, San Petersburgo, Turku y Tallin. Los transportes públicos son de una gran variedad.
El Metro de Estocolmo (Tunnelbanan) para los puntos principales de la ciudad e implica tres líneas de trenes de cercanía (pendeltågen, Roslagsbanan y Saltsjöbanan) que permiten unir el centro con las afueras, situadas a gran distancia (un centenar de kilómetros de norte a sur). También hay tranvías (Tvärbanan, Nockebybanan, Lidingöbanan y Djurgårdslinjen), así como una vasta red de bus. Los equipamientos son propiedad de la sociedad Storstockholms Lokaltrafik (SL, propietaria de la diputación provincial de Estocolmo), y son explotadas y mantenidas por subcontratistas. El transporte con barco también se utiliza entre las islas del archipiélago.
El 3 de enero de 2006 se instauró un sistema de peaje urbano semejante al de Londres, por un periodo de prueba de seis meses. Al final de este periodo, por medio de referéndum, se decidió instaurarlo de forma permanente, comenzando el 1 de agosto de 2007. Los objetivos principales son de reducir los atascos y la contaminación generada por el tránsito de los vehículos. Las líneas de autobús se han reforzado como ayuda a estas medidas.

## Cultura

### Música
Entre las bandas musicales originarias de la ciudad se encuentran ABBA (música pop), A*Teens (pop), Opeth (death metal progresivo), Tiamat (black metal), Europe (glam metal), Swedish House Mafia (house),Avicii (música electrónica), Lifelover (depressive rock) y Bathory (black metal/viking metal).

### Educación
|  | Universidad                               | Fundación | Acrónimo | Tipo                |
|  | ----------------------------------------- | --------- | -------- | ------------------- |
|  | Instituto Karolinska                      | 1810      | KI       | Universidad médica  |
|  | Universidad de Estocolmo                  | 1878      | SU       | Universidad pública |
|  | Real Instituto de Tecnología de Estocolmo | 1827      | KTH      | Universidad pública |

### Academias nacionales
Academias reales que igualmente se encuentran en Estocolmo, son la Academia Real de las Ciencias de Suecia y la Academia Sueca que deciden todos los años quien van a recibir los Premios Nobel.

## Deportes
Los Juegos Olímpicos de Verano de 1912 se celebraron en la capital sueca. Existe el Estadio Olímpico de Estocolmo, el Globen y el estadio de Friends Arena para la práctica de fútbol, del hockey sobre hielo o incluso del bandy. La presencia de gran cantidad de agua embalsada, que se hiela fácilmente en el invierno, facilita la práctica del patinaje sobre hielo en el período invernal.
| Equipo                 | Deporte | Competición | Estadio       | Creación |
| ---------------------- | ------- | ----------- | ------------- | -------- |
| AIK Estocolmo          | Fútbol  | Allsvenskan | Friends Arena | 1891     |
| Djurgårdens IF Fotboll | Fútbol  | Allsvenskan | Tele2 Arena   | 1891     |
| Hammarby IF            | Fútbol  | Allsvenskan | Tele2 Arena   | 1897     |